# Ferrocarril Austral Fueguino

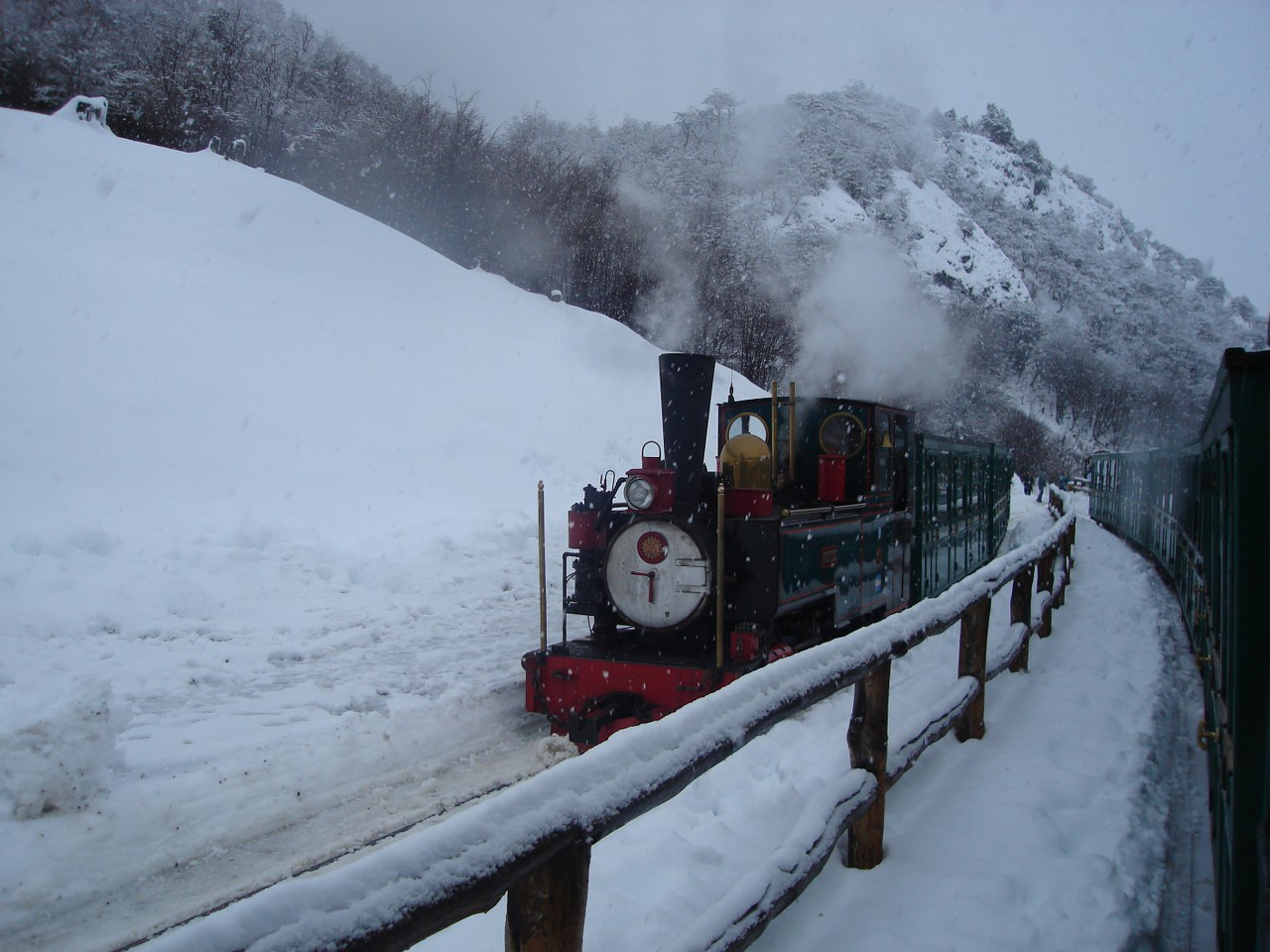
Ein Zug der FCAF mit der Tenderlokomotive

Die Ferrocarril Austral Fueguino (kurz FCAF, dt. Süd-Feuerländische Eisenbahn) ist eine schmalspurige Eisenbahn in Feuerland (Argentinien). Sie ist die südlichste Eisenbahn der Welt und wird deshalb auch als El Tren del Fin del Mundo bezeichnet („Zug am Ende der Welt“). Die Verwaltung der Bahn befindet sich in Ushuaia.

## Geschichte
Zwischen 1909 und 1952 diente eine etwa 25 km lange, von Ushuaia ausgehende Bahn mit 600 mm Spurweite dem Materialtransport für ein Gefängnis sowie dem Transport des von den Häftlingen geschlagenen Holzes. 1947 wurde das Gefängnis durch eine Marinebasis ersetzt, und zwei Jahre später machte ein schweres Erdbeben Teile der Strecke unpassierbar. Die Bahn wurde wieder aufgebaut, aber schon 1952 wegen Unrentabilität geschlossen. 
1994 wurde die Bahn für Touristen neu eröffnet, diesmal mit nur 500 mm Spurweite. Der Ausgangsbahnhof liegt nicht mehr in der Stadt, sondern etwa 8 km westlich davon an der Nationalstraße 3. Die Bahn führt von dort aus über zwei Zwischenhalte in den Nationalpark Tierra del Fuego. Die Endstation liegt wieder an der Nationalstraße, und viele Touristen nutzen Busse für die Rückreise.
Eine Verlängerung der Strecke wieder bis nach Ushuaia ist geplant.

## Heutiger Fahrzeugpark
Für dampflokbespannte Züge stehen drei Lokomotiven zur Verfügung, zwei Garratt-Lokomotiven der Klasse KM sowie eine  Tenderlokomotive mit der Achsfolge 1'C1'. Alle Lokomotiven sind seit 1994 entstandene Neubauten.
Für Arbeitszüge, Rangierfahrten und Fahrten in der Nebensaison sind einige Diesellokomotiven vorhanden.
Der Wagenpark besteht aus 15 Wagen der Touristenklasse in zwei verschiedenen Bauarten, vier Wagen der 1. Klasse sowie einem „Präsidentenwagen“. Alle Wagen sind geschlossen und beheizbar.